# Чапіндука
Чапінду́ка (англ. Chapinduka) — вища традиційна громада у складі дистрикту Румфі Північного регіону Малаві.
Населення — 3754 особи (2018).